# Gerd Nordenskjöld

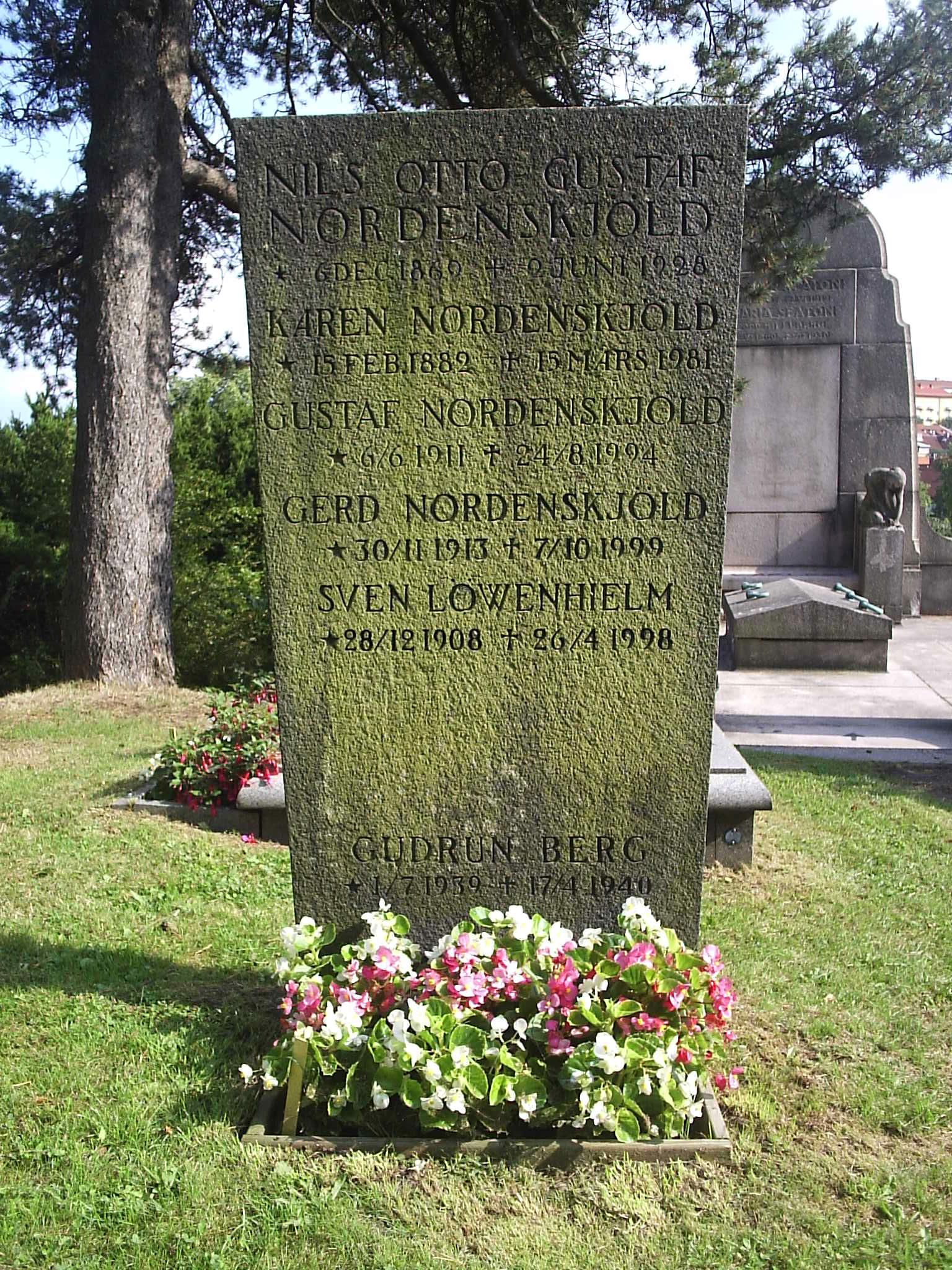
Gerd Nordenskjölds gravvård på Östra kyrkogården i Göteborg.

Gerd Gudrun Nordenskjöld, född Wendbladh 30 november 1913 i Vänersborg, död 7 oktober 1999 i Oscar Fredriks församling i Göteborg, var en svensk målare.
Hon var dotter till läroverksadjunkten Georg Wendbladh och Betty Hansson. Sedan 1944 var hon gift med direktör Gustaf Nordenskjöld. Hon examinerades vid Högre lärarinneseminariet i Stockholm 1940, studerade vid Moderna konstskolan i Stockholm 1948–1953, i Paris 1953, var ämneslärare vid Uppsala enskilda läroverk 1940–1944. Hon hade som konstnär utställningar i Paris 1955, Stockholm 1957, Örebro 1958 och 1959, Växjö och Göteborg 1959, Uppsala 1961, Nürnberg 1958, Wuppertal 1959. Hennes verk återfinns representerade på Göteborgs konstmuseum, Örebro läns museum, Institut Tessin i Paris och Universa-Haus i Nürnberg.
Hon är begravd på Östra kyrkogården, Göteborg.